# W Hotels
W Hotels es una cadena de hoteles lifestyle de lujo propiedad de Marriott International, que está orientada hacia un grupo de edad joven.

## Historia

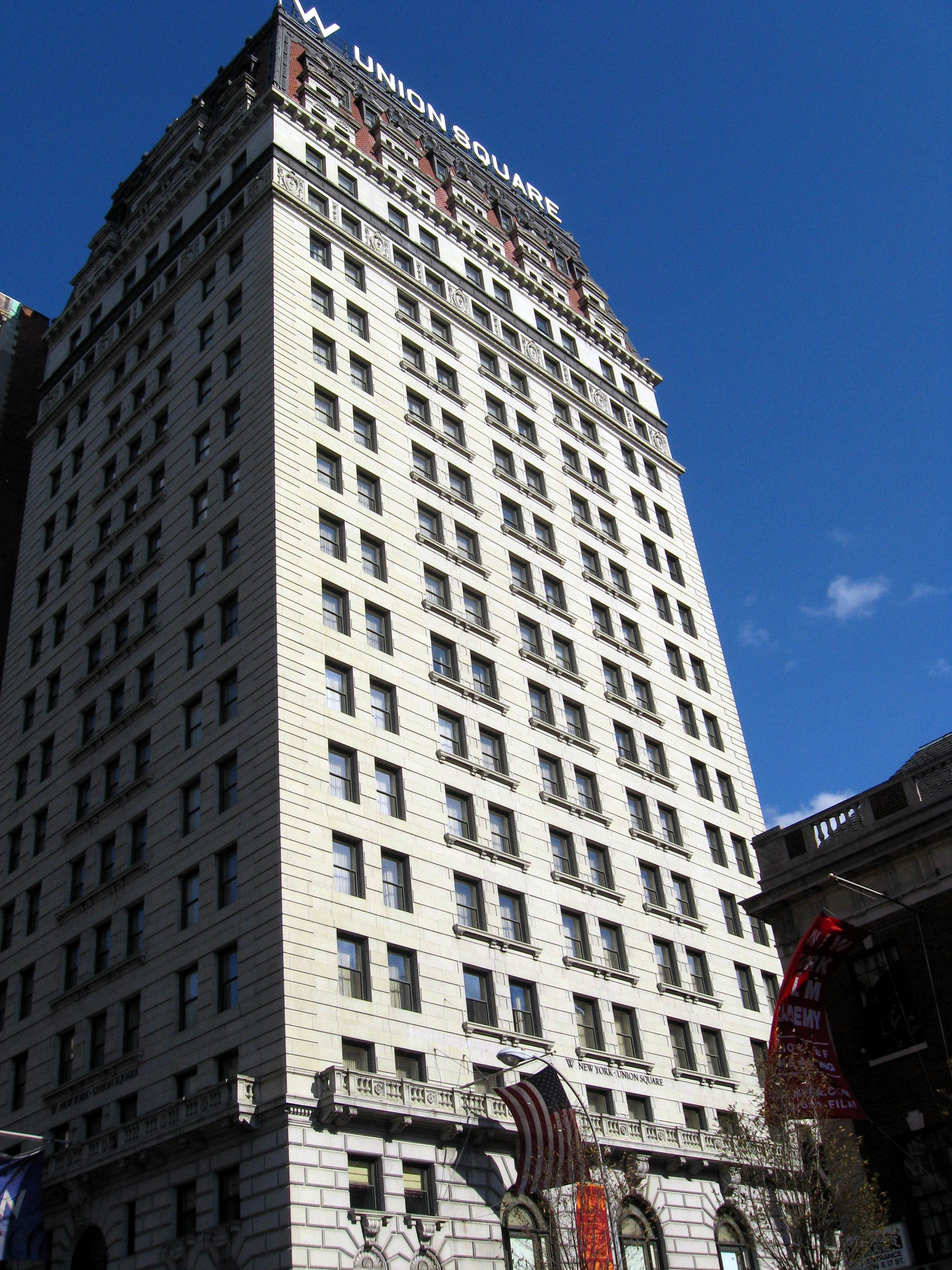
El W New York - Union Square, inaugurado en el año 2000, fue uno de los primeros hoteles W del mundo.

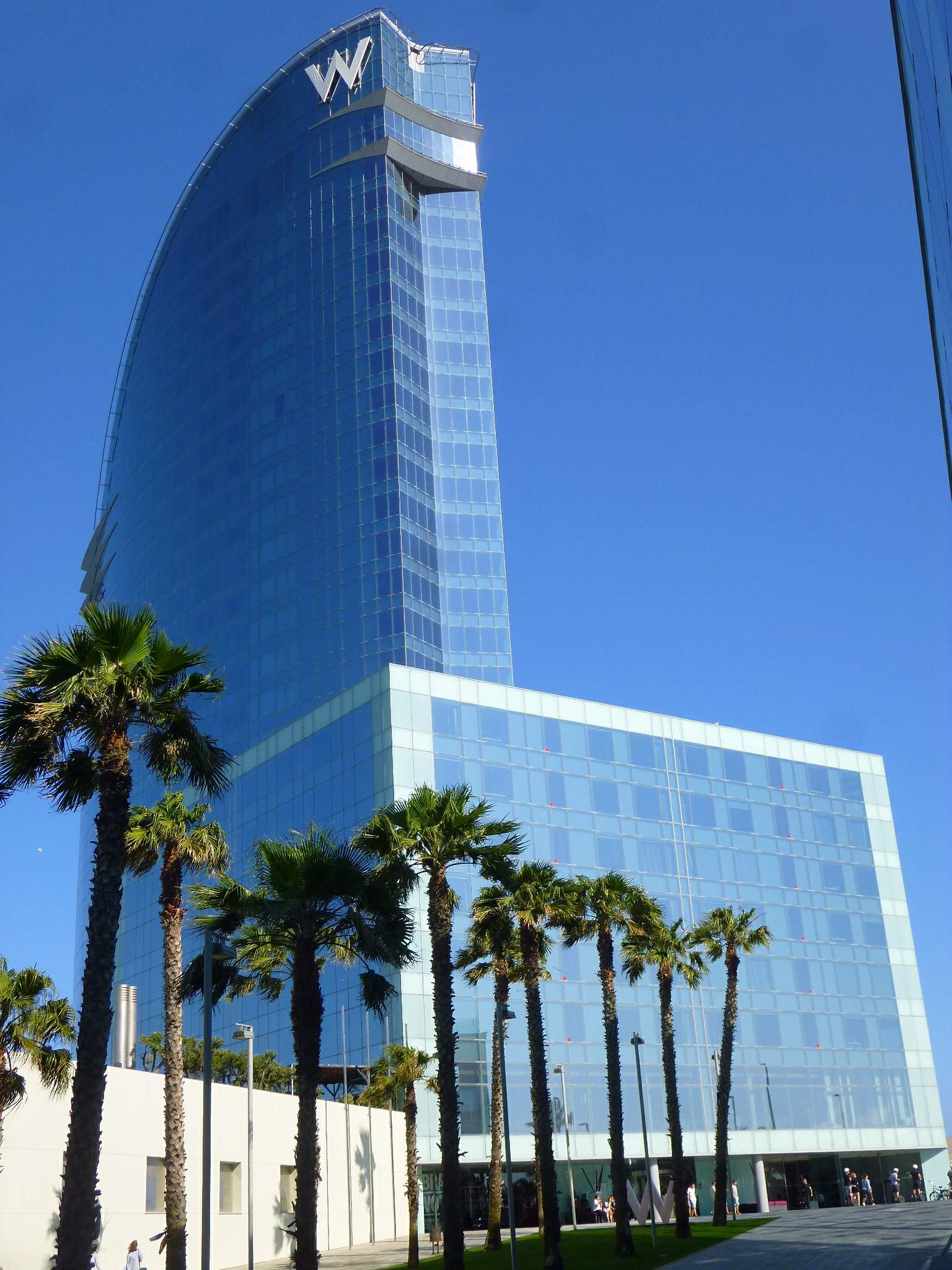
El W Barcelona, inaugurado en 2009.

La cadena W Hotels fue lanzada en 1998 con el W New York, una conversión del antiguo hotel Doral Inn en Lexington Avenue, Manhattan. Pronto se convirtió en uno de los clubes nocturnos más populares de Nueva York. Identificando un hueco en el mercado, Barry Sternlicht, director ejecutivo de Starwood Hotels & Resorts entre 1995 y 2005, creó la marca, que popularizó el concepto de hotel lifestyle centrado en la moda y el diseño. Entre sus características estaba el uso de colores oscuros y apagados, metal cepillado, personal del hotel con camisetas negras en lugar de chaquetas blancas, fotografías artísticas y un bar moderno. Su demanda de ropa de cama completamente blanca hizo que los fabricantes tuvieran que desarrollar tejidos blancos que se mantuvieran limpios sin un lavado en seco semanal.
Los primeros W en los Estados Unidos eran renovaciones vanguardistas de hoteles existentes del grupo Starwood. Se diferenciaban de los hoteles tradicionales al sustituir el lobby («vestíbulo») con el concepto de living room («sala de estar»), donde los huéspedes podían reunirse en el bar. Aunque W ha recibido el reconocimiento por esta idea, el concepto subyacente era común en épocas anteriores. A principios del siglo xix, el vestíbulo proporcionaba un lugar de reunión social en la mayor parte de hoteles, y a menudo el bar no estaba separado del vestíbulo. Sin embargo, la identidad ambiciosa, elegante, moderna y enérgica de su diseño era el rasgo distintivo de W. En 2001, Starwood añadió W New York - Times Square, un modelo de diseño para la rápida expansión de las propiedades de la cadena en los Estados Unidos en la siguiente década.
Siguiendo las nuevas tendencias, el reto era encontrar el equilibrio adecuado entre estilo, modernidad, actitud y rentabilidad. Los huéspedes buscaban algo distinto de los estilos estereotipados que habían definido previamente el lujo. La marca W evolucionó con sus clientes. La demografía de sus primeros huéspedes impulsó el ascenso de W en el segmento de los hoteles de lujo. Incorporaba elementos de la cultura popular, un diseño contemporáneo y una cierta actitud informal e irreverente.
Cada W es único, pero todos ellos tienen una planta de entrada que alberga todos los espacios públicos, incluido el vestíbulo o «sala de estar», un bar, un restaurante y hubs interiores y exteriores. Sin embargo, la marca, posicionada para el mercado estadounidense, lentamente envejeció. Con su expansión global, su estética tuvo que evolucionar para acomodarse a los nuevos mercados.  En consecuencia, cada nuevo hotel incorpora elementos culturales y de diseño locales.
W abrió su primer hotel en Europa en Estambul en mayo de 2008 en las casas adosadas Akaretler, un grupo de edificios históricos construidos en la década de 1870 para albergar a los empleados del Palacio de Dolmabahçe, que fueron renovados. El hotel mezcla el diseño tradicional otomano con la sensación contemporánea de una marca de lujo. Inaugurado en octubre de 2009, el W Barcelona fue el primer hotel de W en Europa Occidental, situado en una torre futurista de 26 plantas con forma de vela diseñada por el arquitecto Ricardo Bofill.
Muchos hoteles de W están situados junto con apartamentos de lujo llamados Residences at the W, como el W Boston y el W Austin. Estas residencias también están dirigidas a una clientela joven y adinerada. En septiembre de 2016, Marriott se convirtió en la nueva propietaria de la cadena W como consecuencia de su adquisición de Starwood.
Un riesgo de intentar capturar el momento es que ese momento inevitablemente pasará. Las expectativas de los clientes han evolucionado más allá de los primeros diseños de W en Norteamérica. En los últimos años, las valoraciones de los huéspedes han caído en estos hoteles. La marca W ya no es la pionera de los hoteles lifestyle, y es considerada anticuada por los jóvenes consumidores de lujo de la actualidad. Como consecuencia, W ha emprendido un proceso de modernización. El W Union Square de Nueva York, en renovación y con su reapertura prevista para 2022, incluirá una cafetería de comida saludable, un bar y restaurante de diseño, un bar en la azotea, un spa exclusivo y un gran gimnasio. Este hotel será un escaparate de la próxima dirección de diseño de la cadena.

## Alojamientos
|      |              | Norteamérica | Europa | Oriente Medio y África | Asia y Pacífico | Caribe y Latinoamérica | Total  |
| ---- | ------------ | ------------ | ------ | ---------------------- | --------------- | ---------------------- | ------ |
| 2016 | Propiedades  | 26           | 7      | 2                      | 11              | 5                      | 51     |
| 2016 | Habitaciones | 8238         | 1332   | 798                    | 2901            | 876                    | 14 145 |
| 2017 | Propiedades  | 27           | 7      | 2                      | 12              | 5                      | 53     |
| 2017 | Habitaciones | 8459         | 1324   | 798                    | 3328            | 876                    | 14 785 |
| 2018 | Propiedades  | 25           | 6      | 3                      | 15              | 6                      | 55     |
| 2018 | Habitaciones | 7474         | 1253   | 1221                   | 4021            | 1074                   | 15 043 |
| 2019 | Propiedades  | 26           | 7      | 5                      | 14              | 6                      | 58     |
| 2019 | Habitaciones | 7672         | 1423   | 1850                   | 3788            | 1074                   | 15 807 |

## Hoteles

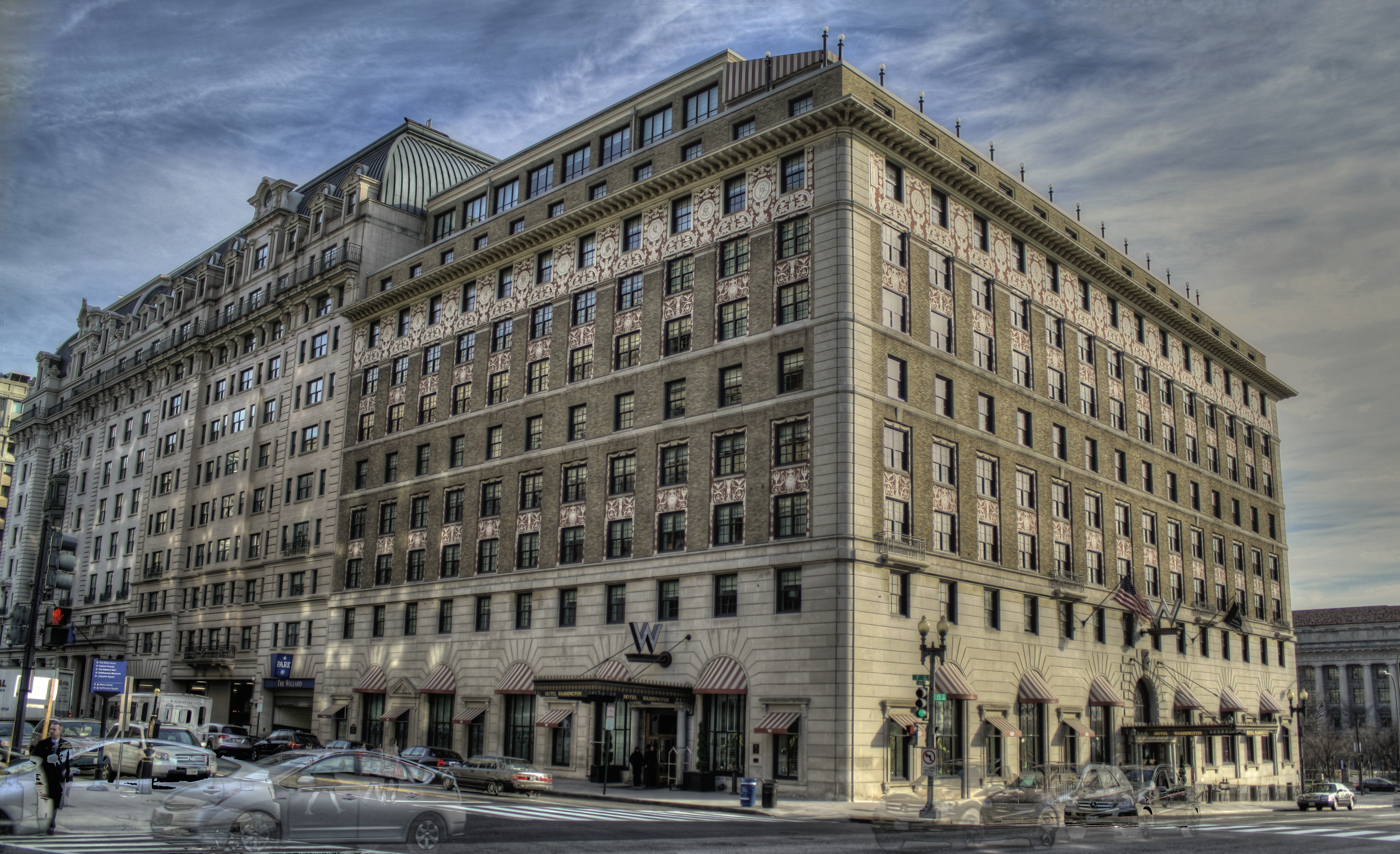
El W Washington D. C..

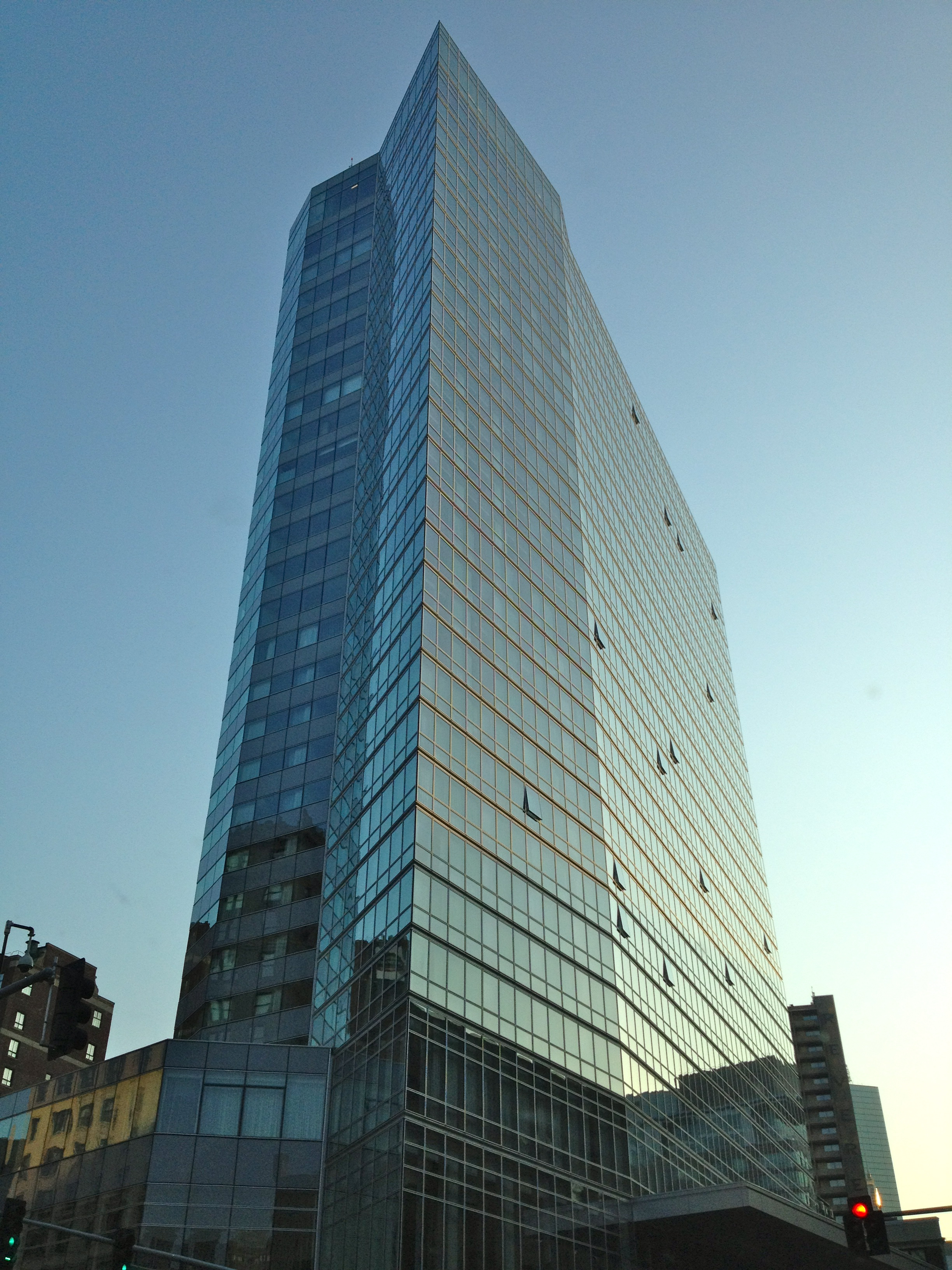
El W Boston Hotel and Residences.

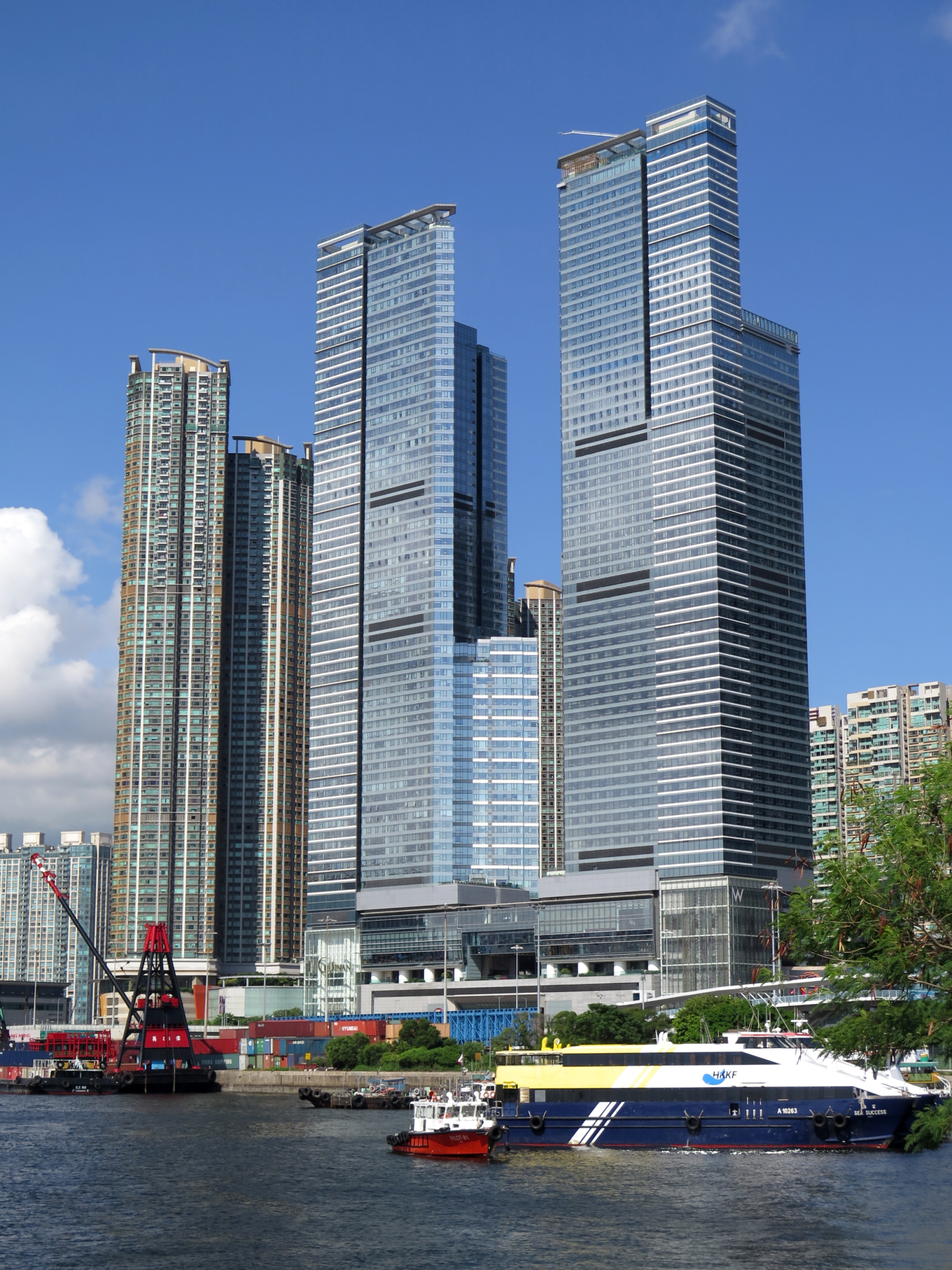
El W Hong Kong, situado en The Cullinan.

A fecha de 2020, W tiene 66 hoteles en 25 países, con un total de 16 494 habitaciones, y tiene previsto expandirse doméstica e internacionalmente con 34 nuevos hoteles y 8276 habitaciones.
| China - W Guangzhou - W Hong Kong - W Changsha (2021) - W Suzhou - W Shanghai - The Bund - W Chengdu - W Xi'an - W Xiamen (2021) India - W Goa Indonesia - W Bali - Seminyak Japón - W Osaka (2021) Malasia - W Kuala Lumpur Maldivas - W Maldives Singapur - W Singapore - Sentosa Cove Tailandia - W Bangkok - W Koh Samui Taiwán - W Taipei Australia - W Brisbane - W Melbourne (2021) | Costa Rica - W Costa Rica - Reserva Conchal México - W Ciudad de México - W Punta de Mita - Armar House Panamá - W Panama España - W Barcelona - W Ibiza Francia - W Paris - Opéra Países Bajos - W Amsterdam Portugal - W Algarve (2021) Reino Unido - W London Suiza - W Verbier Turquía - W Istanbul Catar - W Doha Emiratos Árabes Unidos - W Abu Dhabi - Yas Island - W Dubai - The Palm Jordania - W Ammán Omán - W Muscat | Canadá - W Toronto (2021) - W Montreal Estados Unidos - W Scottsdale - W Hollywood - W Los Angeles - West Beverly Hills - W San Francisco - The Sky Residences at W Aspen - W Aspen - W Washington D. C. - W Fort Lauderdale - W Miami - W South Beach - W Atlanta - Midtown - W Atlanta - Downtown - W Chicago - City Center - W Chicago - Lakeshore - W New Orleans - French Quarter - W Boston - W Minneapolis - The Foshay - W Hoboken - W New York - Times Square - W New York - Union Square - W Philadelphia (2021) - W Nashville (2021) - W Austin - W Dallas - Victory - W Bellevue - W Seattle Chile - W Santiago Colombia - W Bogotá Brasil - W São Paulo (2023) |